# Pizzo Centrale
Der Pizzo Centrale ist ein 2999 m ü. M. hoher Berg in den Schweizer Alpen und einer der höchsten Gipfel der Gotthard-Gruppe.

## Lage und Umgebung
Der Pizzo Centrale steht westlich der Rotstocklücke in der Kette von Pizzo Prevat und Giübin. Südwestlich des Gipfels liegt der Lago della Sella, im Westen der rund 5 Kilometer entfernte Gotthardpass. Die vom Schweizer Alpen-Club angegebene Route (Überschreitung von Ost nach Südwest) hat den Schwierigkeitsgrad T5.

Pizzo Centrale. Historisches Luftbild von Werner Friedli (1946)